# Aphanistes kankonis
Aphanistes kankonis är en stekelart som beskrevs av Tohru Uchida 1928. Aphanistes kankonis ingår i släktet Aphanistes och familjen brokparasitsteklar. Inga underarter finns listade i Catalogue of Life.